# Danijel Božič
Danijel Božič, slovenski politik, * 12. marec 1959, † 5. julij 2022.
Politično kariero je začel v ZSMS.
Med letoma 1992 in 1997 je bil član Državnega sveta Republike Slovenije.
Med letoma 2010 in 2014 je bil župan občine Komen.
Bil je tudi predsednik Zveze za Primorsko, Javnega sklada za kulturne dejavnosti, tajnik Univerze na Primorskem in direktor Visokošolskega središča Sežana ter zborovski pevec.